# Nicht nur ich allein
Nicht nur ich allein ist ein Album des Sängers und Liedermachers Hannes Wader aus dem Jahre 1983.

## Entstehung
Das Album enthält im Gegensatz zu den anderen Alben Waders viel moderne Elemente. Mit E- und Slide-Gitarre bei „Die Mine“ ist es für die Verhältnisse des Liedermachers ein hartes Album geworden. Nicht nur für ihn selbst, sondern für die gesamte Liedermacherszene war es ungewöhnlich und extravagant. Das Album stellt eine Mischung aus politischen, gesellschaftskritischen und zwei biographischen Titeln dar. Der Titel „Veränderung“ orientiert sich an einer Melodie von Mozart, wodurch auch klassische Elemente vertreten sind.

## Titelliste
1. Die bessere Zeit – 5:29
2. Gut wieder hier zu sein – 3:08
3. Uns bleibt keine Wahl – 3:10
4. Erfülltes Leben – 6:09
5. Die Mine – 3:45
6. Pablo – 4:40
7. Veränderung – 2:08
8. Der Büffel – 7:07

## Besonderheiten
Zum letzten Mal produzierte Wader sein Album selbst. Ulrich Maske, der ihn auf diesem Album auf den Percussions begleitet, unterstützte ihn dabei. Schon beim nächsten Album Glut am Horizont wurde Detlef Petersen sein Produzent bis Anfang der 90er Jahre.
Für den Ton waren, wie bei mehreren früheren Alben, Martin Berschel und Ben Ahrens zuständig.
Zehn Musiker unterstützten Wader bei den Aufnahmen. Erstmals war mit Michael Clifton ein Schlagzeuger dabei.
Das vorletzte Mal unterstützte seine Band ihn. Nur noch auf dem Album Glut am Horizont spielte sie mit Wader zusammen. Schon bei der Tournee zum 20-jährigen Jubiläum, bei der das Album Bis jetzt (1986) entstand, wurde der Liedermacher nur noch von Reinhard Bärenz (Gitarre, Synthezeiser) begleitet.
Der Titel Die bessere Zeit beschäftigt sich mit der Zerstörung der Natur und der Umwelt.
Das Lied Gut wieder hier zu sein hat das Verhältnis von Wader zu seinen Fans zum Thema. Es handelt von der Freude, auf der Bühne zu stehen und ein Publikum zu haben, das ihn versteht und seine Sorgen und Ansichten teilt. Wader selbst sagte einmal, dass er ohne seine Musik und sein Publikum nicht leben könne und dass er daraus Kraft schöpfe.
Der Titel Veränderungen beschäftigt sich wie viele seiner Lieder mit dem Thema zwischenmenschliche Beziehungen und deren Probleme.
Erfülltes Leben setzt sich kritisch mit dem Leben und der Scheinwelt sowie dem Charakter prominenter Menschen auseinander. Er lässt anklingen, dass diese Leute auf Kosten anderer Menschen unersättlich leben und der Öffentlichkeit eine andere Persönlichkeit vorgaukeln, die nichts mit ihnen selber zu tun hat und nur Fassade ist.
Uns bleibt keine Wahl behandelt den Traum von Frieden und dem Ende aller Kriege. Wader fordert den Widerstand gegen den Krieg. Eine Welt, so der Liedermacher, ohne Krieg ist die einzig menschliche. Er fordert zum Widerstand und zum couragierten Auftreten für den Frieden auf. Wader sagte einmal: Ein Krieg kennt keine Gewinner, sondern nur Verlierer. Der Liedermacher ist nach wie vor fest in der Friedensbewegung verankert.
Die Mine handelt von einem Soldaten, unter dessen Füßen sich eine Landmine befindet, die bei der geringsten falschen Bewegung hochgeht. Der Soldat hat mit seinem Leben abgeschlossen, empfindet keine Angst und keine Wut mehr. Es ist ein für Hannes Wader ungewöhnlicher Blues-Titel, der schnell, für seine Begriffe relativ laut und mit Slide-Gitarre daherkommt, die von Andreas Willers gespielt wird.
Pablo beschäftigt sich mit den Gefühlen und Ängsten eines kleinen Indianers, der die Ermordung seiner Eltern beobachtet. Noch ein weiteres Mal sollte sich Wader mit der Vertreibung und Vernichtung der Indianer auseinandersetzen. Mit Wir werden sehn auf Glut am Horizont (1985) regt eine bearbeitete Rede des Häuptlings Seattle vor dem amerikanischen Kongress zum Nachdenken über dieses Thema an.
Der Büffel ist ein autobiografischer Titel, der sich mit dem jugendlichen Wader auseinandersetzt, mit seinen Schwierigkeiten, die er mit Eltern und in der Schule hatte, in der er stets Außenseiter war. Wader brennt einen Büffel aus Ton, den er seinem Lehrer zeigen will, auch um Anerkennung zu bekommen, was natürlich schiefgeht. Durch unglückliche Umstände kommt er zu spät zur Schule und wird verhöhnt. Er traut sich nicht, seinen Büffel zu zeigen. Er zieht folgendes Fazit: Was ihm geblieben ist, sind die Sehnsucht nach Schönheit und Liebe und die Gier nach Leben. Er lässt anklingen, dass er zufrieden mit sich ist, wie er ist. „So ist mir als Kraft gegeben“, resümiert er optimistisch, „was oft nur als Schwäche gilt“. Der Titel befindet sich auch auf dem Album Nie mehr zurück (1991).